# 托夫斯托盧赫
49°28′41″N 25°43′35″E / 49.47806°N 25.72639°E

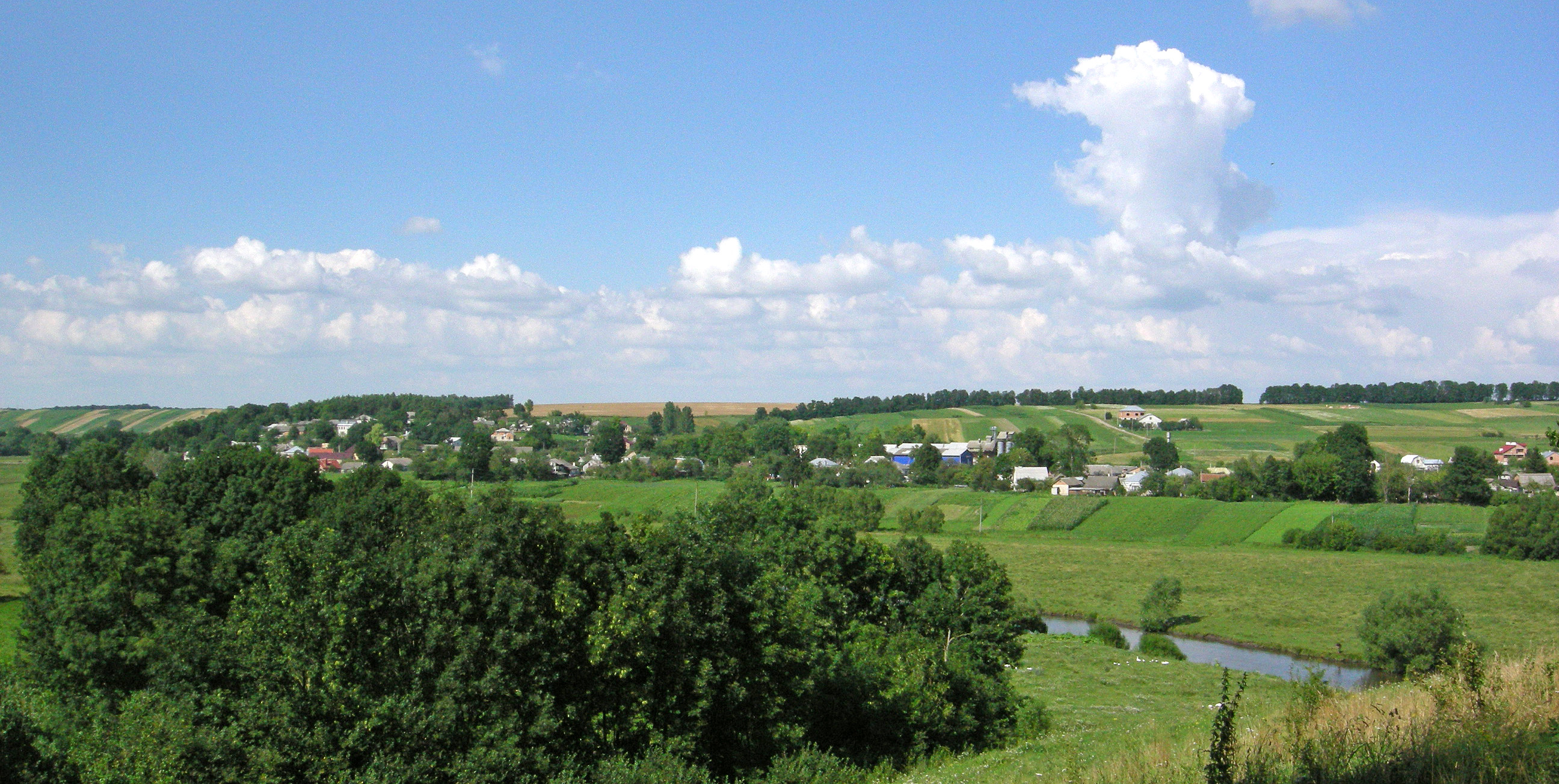

托夫斯托盧赫（羅馬化：Tovstoluh）是烏克蘭的村落，位於該國西部捷爾諾波爾州，由捷爾諾波爾區負責管轄，始建於1482年，面積2.25平方公里，2001年人口719，人口密度每平方公里319.6人。